# Clifford Lynch
Clifford Lynch   (1954 - 10 d'abril de 2025) va ser un informàtic estatunidenc expert en biblioteques digitals.

## Biografia
Lynch va ser el director de la Coalition for Networked Information (CNI), on hi treballava des de 1997. Es doctorà en informàtica per la University of California a Berkeley, Va ser professor adjunt de la Berkeley’s School of Information. Abans d'entrar al CNI, Lynch va estar 18 anys a la University of California Office of the President, els 10 darrers com a director d'automatització de la biblioteca. El 2008 va rebre el Premi ASIS&T al Mèrit Acadèmic, lliurat per l'American Society for Information and Technology, de la que n'havia estat president. També va ser membre de l'Associació americana per a l'avenç de la ciència i de la National Information Standards Organization. Lynch va fer nombroses conferències sobre biblioteques digitals, política d'informació, i estàndards emergents d'interoperabilitat
El 2011 va ser nomenat copresident de National Academies Board on Research Data and Information (BRDI). La seva feina va ser reconeguda amb el premi de l'American Library Association's Lippincott, el premi EDUCAUSE Leadership Award in Public Policy and Practice i el premi l'American Society for Engineering Education's Homer Bernhardt 

## Publicacions (selecció)
- Clifford A. Lynch, “Big data: How do your data grow?” Nature, vol. 455, no. 7209 (September 3, 2008).
- Clifford A. Lynch, “Digital Libraries, Learning Communities, and Open Education,” Opening Up Education: The Collective Advancement of Education through Open Technology, Open Content, and Open Knowledge, Toru Iiyoshi, M. S. Vijay Kumar (Eds.), (Cambridge, MA: MIT Press, 2008).
- Clifford A. Lynch, “Imagining a University Press System to Support Scholarship in the Digital Age.” Journal of Electronic Publishing. November 2012.
- Clifford A. Lynch and Joan K. Lippincott, “Institutional Repository Deployment in the United States as of Early 2005,” D-Lib Magazine, 11:9 (September 2005).
- Clifford A. Lynch, “The Impact of Digital Scholarship on Research Libraries,” The Journal of Library Administration 49:3 (April 2009), pp. 227–244.
- Clifford A. Lynch, “Open Computation: Beyond Human-Reader-Centric Views of Scholarly Literatures,” Open Access: Key Strategic, Technical and Economic Aspects, Neil Jacobs (Ed.), (Oxford: Chandos Publishing, 2006), 185-193.
- Clifford A. Lynch, “Searching the Internet,” Scientific American 276:3 (March 1997), pp. 52–56.